# Chikwawa (district)
Chikwawa is een district in de zuid regio van Malawi. De hoofdstad van het district heet ook Chikwawa. Het district heeft een oppervlakte van 4755 km² en een inwoneraantal van 356.882. Dit betekent dus dat het district een bevolkingsdichtheid heeft van 75,05 inwoners per km².